# اوس (هلند)
اوس (به هلندی: Oss) یک شهرستان در هلند است که در برابانت شمالی واقع شده‌است.

## خصوصیات
اوس ۷ متر بالاتر از سطح دریا واقع شده‌است.